# Leve Che Guevara

De ligging van Venezuela in Zuid-Amerika

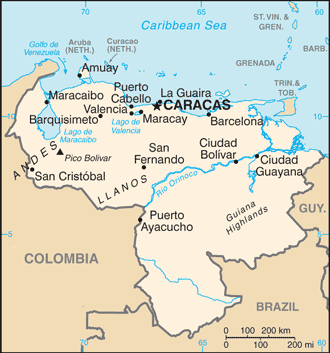
Een overzichtskaart van Venezuela

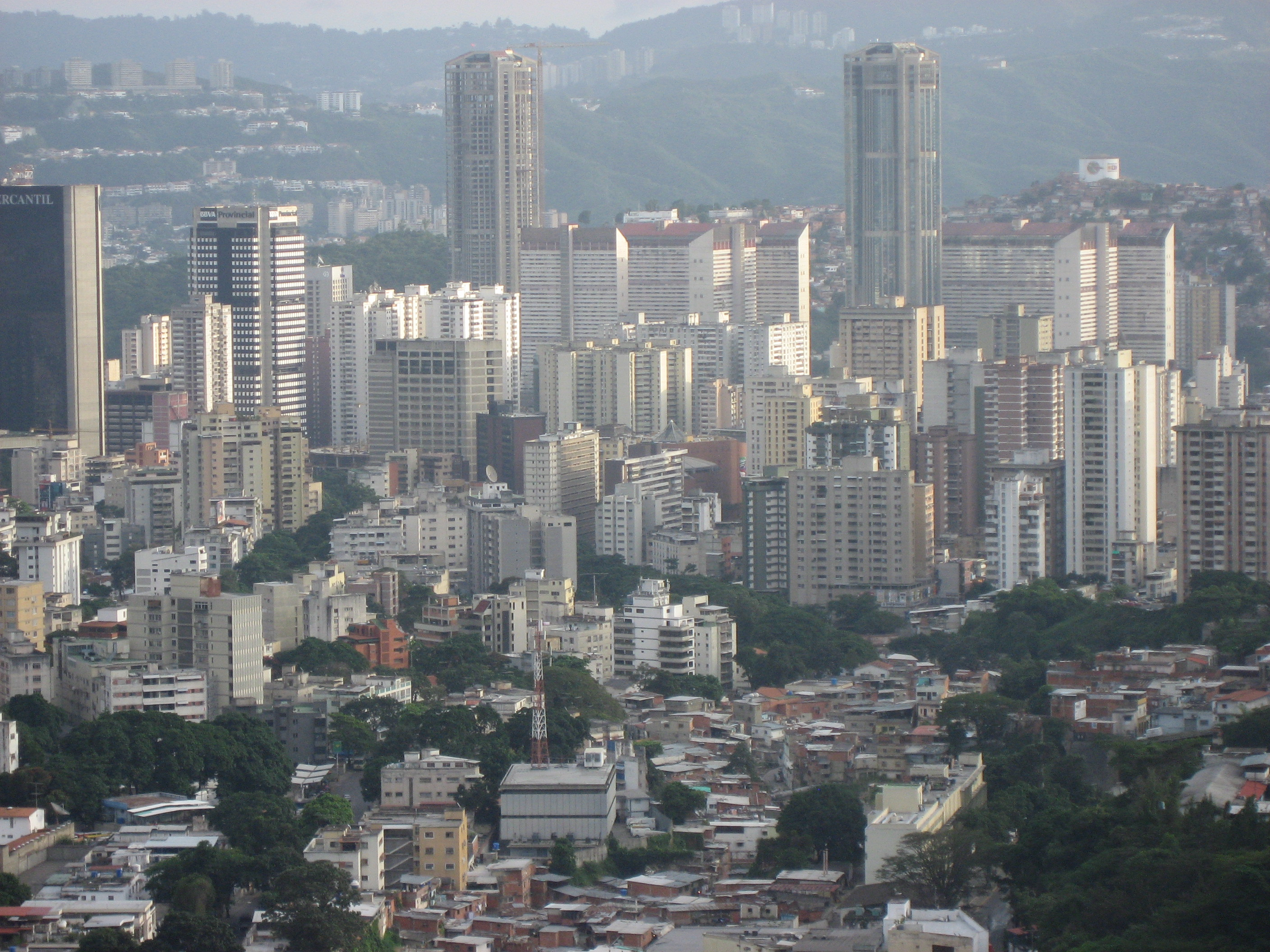
De skyline van de hoofdstad Caracas.

Leve Che Guevara is een spionageroman van auteur Gérard de Villiers en het 18e deel uit de S.A.S.-reeks met als protagonist de Oostenrijkse prins en freelance CIA-agent Malko Linge.

## Het verhaal
Tijdens de kerstdagen bevindt Malko zich in Venezuela in plaats van in zijn kasteel in het Oostenrijkse Burgenland te vertoeven met zijn verloofde Alexandra Vogel. Pro-Castro guerrillagroepen zijn over geheel Zuid-Amerika uitgewaaierd om het communisme te verspreiden over het continent. Malko is in een van deze groepen geïnfiltreerd en om te bewijzen dat hij het serieus meent en geen infiltrant of verrader is, dient hij generaal Orlando Leal Gomez te vermoorden. Het volgende doelwit van de groep blijkt de Amerikaanse vicepresident te zijn die binnen enkele dagen Venezuela een bezoek zal brengen.

## Personages
- Malko Linge, een Oostenrijkse prins en CIA-agent;
- Espéranza, een Venezolaanse communistische revolutionaire.